# Blagg (Mondkrater)
Blagg ist ein kleiner Einschlagkrater im Sinus Medii, einer fast kraterfreien Basaltebene in der Mitte der sichtbaren Mondhälfte. Er ist ein runder, schüsselförmiger Krater ohne nennenswerte Erosionsspuren. Östlich liegt der stark verwitterte Krater Rhaeticus und im Nordosten der tiefe Krater Triesnecker.
Benannt ist er nach der englischen Astronomin Mary Adela Blagg.